# Chaoyangsaurus

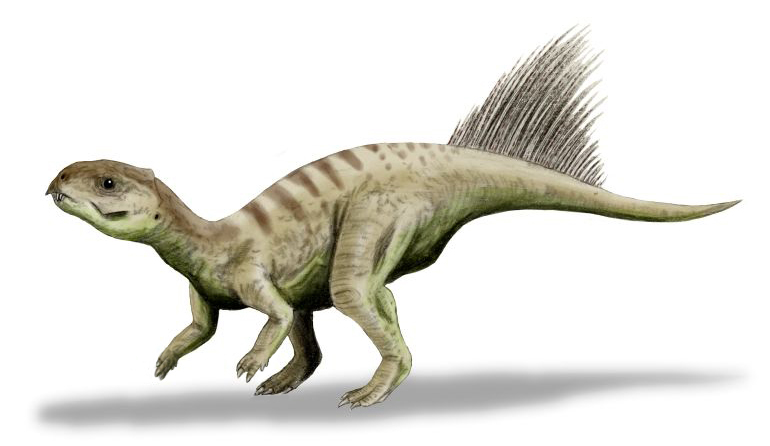
Chaoyangsaurus youngi

Chaoyangsaurus youngi is een plantenetende ornithischische dinosauriër, behorend tot de Ceratopia, die tijdens het late Jura leefde in het gebied van het huidige China.

## Vondst en naamgeving
In 1976 vond Cheng Zhengwu bij Ershijiazi, ten zuiden van Chaoyang in de provincie Liaoning, het skelet van een ceratopiër. Het werd geprepareerd en toegevoegd aan een reizende tentoonstelling. In Japan toonde een museum het stuk met op een bordje de naam Chaoyoungosaurus die ook werd afgedrukt in een museumgids. Dit was voorlopig een ongeldige nomen nudum. In 1983 vermeldde Zhao Xijin de geslachtsnaam Chaoyoungosaurus in een publicatie maar zonder voldoende beschrijving. In 1985 gaf Zhao een soortnaam: Chaoyoungosaurus liaosiensis. In 1992 verbeterde Dong Zhiming de naam tot Chaoyangosaurus liaosiensis maar het bleef een onbeschreven nomen nudum. Dat bleef de toestand begin 1999, toen Paul Sereno de naam Chaoyangsaurus vermeldde in een stamboom in een overzichtsartikel over dinosaurische evolutie.
Pas in december 1999 beschreven Zhao, Cheng en Xu Xing de soort, nu met de naam Chaoyangsaurus youngi. De geslachtsnaam verwijst naar Chaoyang. De soortaanduiding eert de grote Chinese paleontoloog Yang Zhongjian. Het artikel werd in feite grotendeels geschreven door Sereno.
Het holotype, IGCAGS V371, is gevonden in een laag van de Tuchengziformatie die dateert uit het late Tithonien, ongeveer 145 miljoen jaar oud. Het omvat de onderkant en de hersenpan van de schedel, beide onderkaken, zeven halswervels, een rechterschouderblad en een rechteropperarmbeen. Het betreft een volwassen individu. Het is geprepareerd door Ding Jinzhao en Wang Haijun.

## Beschrijving

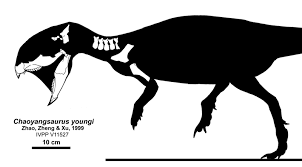
Een diagram van de bewaarde skeletelementen door Jaime Headden

### Grootte en onderscheidende kenmerken
Chaoyangosaurus is een klein dier. In 2010 schatte Gregory S. Paul de lichaamslengte op een meter, het gewicht op zes kilogram. De schedel heeft een lengte van veertien centimeter.
De beschrijvers wisten enkele onderscheidende kenmerken vast te stellen. De bult op het jukbeen is zwak ontwikkeld en glad. Het quadratojugale overlapt de achterzijde van de schacht van het quadratum. Het quadratum heeft geen brede zijkant. De achterste onderrand van het quadratum is bol. De processus coronoides is laag met een afgeplatte top. Het zijvlak en het ondervlak van het angulare worden gescheiden door een richel.

### Skelet

#### Schedel
In bovenaanzicht heeft de schedel een spits driehoekig profiel, mede door brede jukbeenderen. De oogkas lijkt erg groot te zijn ten opzichte van de schedel als geheel met een geschatte diameter van vijf centimeter. De snuit vóór de oogkas is kort met ongeveer een derde van de schedellengte, wat nog korter is dan bij de Psittacosauridae. Het lijkt erop dat de voorste neergaande tak van de neusbeenderen tot onder het buitenste neusgat reikt, net als bij Psittacosaurus en Archaeoceratops.
Het voorste snuitbeen, het rostrale dat de beenkern van de bovenssnavel vormt, is een hoog element, bovenaan smal maar onderaan verbreed. Het rostrale heeft nooit echte tanden maar schept wel een gegolfde bijtrand met vier schijntanden per zijde die onder een hoek van 45° schuin naar voren steken. De achterste schijntand ligt iets onder het niveau van de onderrand van de praemaxilla. De praemaxilla heeft een licht bolle voorrand. De praemaxilla draagt achteraan twee tanden, een kenmerk gedeeld met basale Neoceratopia. De onderrand van de praemaxilla ligt iets onder die van het bovenkaaksbeen. Het bovenkaaksbeen draagt een horizontale richel boven de inspringing van de tandrij. Boven de richel wijkt het bot weer, vermoedelijk richting een fenestra antorbitalis. De tandrij loopt ver naar achteren door tot bijna onder de achterrand van de oogkas, een basaal kenmerk. De tanden zijn groot en staan daardoor dicht op elkaar.
Het jukbeen is onderaan naar buiten verbreed maar dat levert geen duidelijke verdeling in twee vlakken op zoals afgeleide Ceratopia wel tonen. De buitenwand buigt geleidelijk naar de onderrand, niet in een scherpe hoek zoals typisch voor Ceratopia. Onder de oogkas is het jukbeen wat hoger dan onder het onderste slaapvenster. De voorste tak van het quadratojugale steekt in een grove in de binnenzijde van het jukbeen. De achterzijde van het quadratojugale buigt om de achterrand van de schacht van het quadratum. Het quadratojugale is horizontaal vrij breed, een flinke afstand scheppend tussen jukbeen en quadratum, een basaal kenmerk. Bij het quadratum is de buitenste gewrichtsknobbel groter dan de binnenste. De knobbels zijn gescheiden door een spiraalvormige groeve. Op de achterrand van de schacht, direct boven het niveau van de knobbels, steekt een verheffing naar boven uit het vlak van de gewrichtsgroeve. De achterste onderrand van de schacht van het quadratum is overdwars bol; bij andere Ornithischia is die hol of plat. De onderste schacht is ook zeer dun in zijaanzicht en verbreedt zich niet horizontaal om een contact te vormen met het quadratojugale. Dit is een bouw die typisch is voor chaoyangsauriden en verder bij de Dinosauria niet voorkomt. Het quadratum als geheel steekt onder een hoek van 45° naar beneden en achteren uit ten opzichte van de rest van de schedel.
Het achterhoofdsgat is even breed als de achterhoofdsknobbel en hoger dan wijd. Dat lijkt op de situatie bij de Psittacosauridae. Bij Neoceratopia is het gat groter. Een groeve over de bodem van het gat loopt door over de bovenkant van de knobbel. De knobbel hangt af terwijl hij bij Neoceratopia haaks naar achteren gericht is.
In het verhemelte heeft het pterygoïde een korte robuuste tak naar het bovenkaaksbeen, anders dan bij Psittacosaurus maar als bij Ceratopidae. De tak heeft een richel langs de buitenzijde lopen en daardoor een driehoekig dwarsprofiel. De vleugel naar het quadratum is onderaan verdikt met een ondiepe groeve langs de onderrand. Het ectopterygoïde, de verbinding met het jukbeen, is vooral achteraan erg dik waar het element rond is.

#### Onderkaken
Bij de onderkaak loopt de bovenste achterzijde vlak af van de processus coronoides naar het kaakgewricht. De achterste onderrand buigt juist opvallend omhoog. Het kaakgewricht bevindt zich hierdoor op hetzelfde niveau als de tandrij. De gepaarde onderkaken lopen naar voren in onderaanzicht Y-vormig toe door een gezamenlijke symfyse met constante dikte. Er lijkt geen zijvenster te zijn in de kaak. Op de symfyse staat een centraal predentarium, de kern van de ondersnavel, waarvan de punt bij sluiting in de bovenkaken past. Het is relatief lang en laag. Het onderste uitsteeksel van het predentarium is per zijde tweelobbig, waarbij de twee lobben langs de binnenzijde van ieder dentarium lopen, tot het begin van de symfyse. Dit is typisch voor Cerapoda.
De buitenzijde van het dentarium is glad. De liggende tak is breed overdwars en de verbrede onderrand wikkelt zich vooraan om het spleniale en achteraan om het angulare. De verbreding is het sterkst in het midden en daar springt de tandrij flink in, een teken dat vlezige wangen aanwezig waren om het voedsel in de muil te houden. De buitenrand van de verbreding loopt naar achteren over in de opgaande processus coronoides. In de richel ligt een groeve met een reeks openingen voor aderkanalen. Het coronoïde uitsteeksel is laag, een basaal kenmerk voor Ornithischia. De voorrand, gevormd door het dentarium, helt maar zeer geleidelijk en de achterrand, deel van het surangulare, is vrijwel horizontaal. Het uitsteeksel is vooraan overdwars breed maar vernauwt zich naar achteren. De dwarsdoorsnede overdwars is wat driehoekig. Een apart os coronoideum lijkt te ontbreken.
Surangulare en angulare lopen samen naar achteren door tot een zeer kort retroarticulair uitsteeksel, dat als hefboom diengt om de muil te openen. ook Neceratopia hebben daar maar een kort uitsteeksel. Het angulare vormt maar een klein deel van de buitenwand van de kaak, aan de onderste achterkant. Het angulare heeft een uitzonderlijk lange tak die intern tussen het dentarium en het spleniale steekt. Van die tak uit loopt een richel naar achteren en vormt dan de scheiding tussen de zijkant en onderkant van het angulare, welke vlakken haaks op elkaar staan. Het kaakgewricht vormt een trog door een schuine richel verdeelt in een kleinere binnenste en grotere buitenste holte, overeenkomend met de knobbels van het quadratum van de schedel. Eenzelfde bouw hebben de gewrichten van Montanoceratops en Bagaceratops, meer efgeleide vormen. De binnenkant van de kaak wordt bedekt door een hoog os spleniale Dit loopt van de symfyse tot aan de onderkant van het angulare en de voorkant van de fossa in de onderkaak waardoor de sluitspier tot in het binnenste van de kaak reikt. Van die trog vormt het smalle prearticular de onderrand en achterrand, de onderkant van het angulare en spleniale rakend.

#### Tanden
De tanden tellen twee premaxillaire tanden, acht of negen maxillaire tanden of vermoedelijk elf dentaire tanden per zijde voor een totaal van maximaal vierenveertig in de kop.
De maxillaire en dentaire tanden staan zeer dicht op elkaar. Er is weinig ruimte tussen de tandkroon en de rand van de tandkas. Deze tanden staan gedraaid om hun lengteas zodanig dat de achterrand van de tand de voorrand van achterliggende rand overlapt, een basaal kenmerk voor de Ornithischia. De tanden hellen iets schuin naar binnen en achteren. Horizontaal zijn de kronen bijna even breed als de wortels; bijna alle Ornithischia bezitten kronen die duidelijk een kleinere dwarsdoorsnede hebben aan de basis. Het glazuur is even dik aan de binnenzijde en buitenzijde van de kronen; bij meer afgeleide Ceratopia en veel andere Ornithischia is de verdeling asymmetrisch. Er zijn hoge schuine slijtvlakken, bij de maxillaire tanden aan de binnenzijde, bij de dentaire tanden aan de buitenzijde, overenkomstig het gegeven dat de tanden van de onderkaken binnen die van de bovenkaken vallen bij het sluiten van de muil. Sommige tanden hebben één slijtfacet, andere twee.
De premaxillaire tanden staan dicht op elkaar, gescheiden door slechts een kleine tussenruimte. De voorste tand is iets groter. Ze zijn kegelvormig maar vooral in zijaanzicht: van voren bezien toont zich een afplatting overdwars waarbij de buitenzijde van voor naar achter bol gekromd en de binnenzijde plat is. In zijaanzicht is de wortel vrijwel even breed als de kroon. De rechtvoortand toont wat zwakke lengtegroeven maar verder zijn er geen snijranden of vertandingen.
Bij de maxillaire tanden zijn de eerste of twee voorste en achterste tanden duidelijk kleiner. Meer geleidelijk neemt de grootte van de tanden toe richting het midden van de rij. Bij de eerste tand is de buitenzijde sterk bol; bij de overige plat. De maxillaire tanden zijn beitelvormig en erg lang. De spitsen zijn afgesleten. Aan de buitenzijde is er een lage centrale verticale verheffing, ietwat richting einde tandrij geplaatst, die een hoofdrichel zou kunnen vertegenwoordigen. Daarnaast zijn er wat zwakke secundaire richels die de basis niet raken. Er staan namelijk vertandingen op het uiterste derde deel van de kroon, vijf aan de voorzijde van de centrale verheffing en vier aan de achterzijde. Ook de centrale verheffing loopt uit in zo'n denticulum welke de grootste is. De op een na grootste vertandingen liggen aan de voorzijde en achterzijde van de kroon, ervan gescheiden door een ondiepe groeve. Ze lopen helemaal door tot de basis en vervloeien daar met een zwak ontwikkeld cingulum, een verdikte rand van de basis. De overige vertandingen lopen uit in de secundaire richels, evenwijdig aan maar niet vervloeiend met, de centrale verheffing. De binnenzijde heeft dik glazuur; de richels lopen daar wat verder door dan een derde van de kroon.
De eerste dentaire tand is tamelijk klein en bol aan de buitenzijde, met kleine vertandingen aan snijranden. Dezelfde kenmerken heeft de laatste dentaire tand. De eerste tand is wat kegelvormig maar de laatste is overdwars afgeplat en in de lengterichting van de tandrij verlengd. Een verschil tussen de dentaire en maxillaire  tanden is dat bij de eerste de secundaire richels richting basis meer naar de hoofdrichel gericht zijn. Ook hier is het glazuur symmetrisch over binnenzijde en buitenzijde verdeeld.

#### Postcrania
In de wervelkolom is de tweede halswervel, de draaier, driemaal hoger dan lang. Het wervellichaam is zijdelings afgeplat en amficoel, met holle uiteinden. De onderzijde draagt een kiel. Het voorste gewrichtsfacet is rond en heeft tweemaal de oppervlakte van het achterste hartvormige facet. Het doornuitsteeksel is groot, onder een hoek van 45° schuin naar achteren gericht, maar steekt niet zo ver achterwaarts uit als bij meer afgeleide Ceratopia. Achteraan is het doornuitsteeksel gevorkt, met de achterste gewrichtsuitsteeksels vervloeiend zodat een driehoekige structuur in bovenaanzicht ontstaat.
De overige bewaarde halswervels zijn ingesnoerd en gekield, een basaal kenmerk gedeeld met Psittacosaurus. Bij de voorste halswervels loopt de kiel over de volle lengte door; bij de achterste is hij achteraan zwak ontwikkeld. De wervellichamen zijn hoger dan breed, met het voorste facet driehoekig en het achterste hartvormig. De onderrand is langer dan de bovenrand, wat aanduidt dat de bewaarde reeks een naar boven gekromde sectie van de nek vertegenwoordigt. De wervelbogen zijn bijna even hoog als de wervellichamen en beslaan vrijwel de hele lengte daarvan. De voorste gewrichtsuitsteeksel zijn langer dan de achterste. De plaatsing van de facetten van deze uitsteeksels beperkt een zijwaarste beweeglijkheid van de nek maar staat een ruime verticale beweging toe. De doornuitsteeksels vormen lage lengterichels boven brede ruggenmergkanalen met een eironde dwarsdoorsnede. De breedte van de kanalen benadert die van de wervellichamen als geheel.
Van het schouderblad is het deel aan de zijde van het ravenbeksbeen bewaart. Het heeft een standaardvorm. Een groeve leidt naar de opening van het foramen coracoideum. Het onderste buitenvlak is hol gekromd maar de schacht heeft een ovale dwarsdoorsnede.
Bij het opperarmbeen, waarvan het onderste uiteinde niet bewaard is, lijkt het bovendeel sterk naar binnen gebogen te zijn. De deltopectorale kam is driehoekig wat afwijkt van het rechthoekige profiel bij Psittacosaurus. De kam steekt meer naar binnen uit in plaats van haaks op de schacht te staan zoals typisch is voor Ornithischia. De zijde van de bovenste schacht aan de binnenzijde van de kam is juist naar buiten verdikt zodat een groeve geschapen wordt in de lengterichting van de schacht. De schacht heeft een driehoekige dwarsdoorsnede.

## Fylogenie
Chaoyangosaurus is in de Ceratopia geplaatst, in een basale positie. Het bleek lastig de plaats in de evolutionaire stamboom precies te bepalen; het kan volgens de beschrijvers een basaal lid zijn van de Neoceratopia, publicaties van Sereno uit 1997 en 1999 volgend, maar zou er ook buiten kunnen vallen.
In 2006 benoemde Xao Xijin een Chaoyangsauridae waarvan het duidelijk zou zijn dat ze veel basaler uitvallen dan de Neoceratopia. Nog in 2019 echter, vond een analyse door Eric Morschhauser de soort in de Neoceratopia.